# 絕世英豪
《絕世英豪》是2002年上映的一部美國劇情電影，本片由凱文雷諾斯執導，劇情改編自大仲馬的《基度山恩仇記》，由吉姆·卡維佐飾演愛德蒙·唐泰斯(Edmond Dantès)，亨利·卡維爾飾演阿爾貝 (Albert Mondego)，蓋·皮爾斯飾演費爾南·蒙德哥（Fernand Mondego）。

## 剧情
年轻的船长爱德蒙准备和心爱的未婚妻美塞结婚，然而副船长费南德因嫉妒爱德蒙的一切而设计使他终身被关进了位于孤岛上防守最严密的监狱，美塞也投入了费南德的怀抱。
13年的牢狱生涯，爱德蒙在狱中结识了一位狱友，在狱友的指点下爱德华制定了周密的逃跑计划，并且，爱德华获得了一张藏有巨大宝藏的地图。终于，一个月黑风高的晚上，爱德华冒着九死一生的危险成功从监狱出逃。
找到了宝藏后，爱德蒙利用金钱为自己买了一个伯爵的头衔，称为基督山伯爵。改名换姓之后，爱德蒙开始踏上他的复仇之路。

## 製作
主體拍攝於2000年8月8日開始，拍攝地包含爱尔兰和马耳他。

## 評價
本品在爛番茄上獲得74%的評價，IMDb平均分數7.8分，整體反應中上。

## 外部連結
- 互联网电影数据库（IMDb）上《絕世英豪》的资料（英文）